# Docteur Démonicus
Le Docteur Démonicus est un personnage de fiction, super-vilain appartenant à l'univers de Marvel Comics. Créé par le scénariste Doug Moench et le dessinateur Tom Sutton, il apparaît pour la première fois dans le comic book Godzilla #4, en 1977, Marvel Comics possédait la licence d'exploitation du monstre géant japonais.
Docteur Démonicus a affronté Godzilla, les Shogun Warriors, le SHIELD et les Vengeurs. Il a conçu de nombreux monstres géants, est le fondateur des Seigneurs du Pacifique, un groupe de super-vilains et est un des membres du Syndicat du Crime de The Hood.

## Historique de publication
Créé en 1977 par le scénariste Doug Moench et le dessinateur Tom Sutton, il apparaît dans les comic books Godzilla #4-5. De 1979 à 1980, Doug Moench réutilise son personnage dans les numéros 7 à 14 de la série Shogun Warriors, Herb Trimpe est cette fois le dessinateur. En 1985, Denny O'Neil fait du Docteur Démonicus un ennemi des Vengeurs de la Côte Ouest dans Iron Man vol. 1 #193 et #196.
En 1990, dans Avengers West Coast #63, le couple de scénariste Roy et Dann Thomas utilisent le personnage, toujours en tant qu'ennemi des Vengeurs. Dans les numéros 69 à 74 de Avengers West Coast, Docteur Démonicus forme un groupe de super-vilains, les Seigneurs du Pacifique. Ils réapparaissent dans les numéros 92 à 95 de la même série.
Il faut attendre 2005 et le scénariste Brian Michael Bendis pour que le personnage réapparaissent dans la série New Avengers #1-4, puis New Avengers #35 en 2007, New Avengers Annual #2 et New Avengers #46 en 2008 et New Avengers #50 en 2009. Cette même année, les comics Marvel sont en plein dans le crossover Dark Reign, d'autres scénaristes utilisent le personnage dans Dark Reign Files, Dark Reign: The Cabal #1/3 et Dark Reign: The Hood #1-2. Fin 2009, il apparaît dans les numéros 55 à 57 de New Avengers.

## Biographie du personnage

### Origines
Né à Culver City en Californie, le Dr. Douglas Birely étudie la relation entre l'exposition à des radioactivité et les mutations ayant entrainé des êtres aux super-pouvoirs. Il demande à son employeur, une société de recherche privée, la permission de s'exposer aux radiations qu'ils emploient sur des animaux. Sa demande est rejetée, il provoque alors un accident et est contaminé. Cela n'a pas l'effet qu'il escomptait, il contracte un cancer de la peau fulgurant. De plus, il est renvoyé par sa compagnie,.

### Monstres géants
Défiguré, il se construit un tenue de protection et se renomme le Docteur Demonicus. À partir des radiations d'une météorite qu'il nommera Lifestone, le généticien criminel crée des monstres géants : Batragon, Ghilaron, Lepirax et Centipoor. Il utilise ses créatures pour attaquer des pétroliers, depuis sa base secrète, situé à proximité d'un volcan dans les îles Aléoutiennes au Sud-Ouest de l'Alaska. Les monstres sont tous battus par Godzilla et Demonicus est arrêté par le SHIELD,.
À sa sortie de prison, il s'allie avec Maur-Konn, un alien Myndai, qui lui offre une base-satellite autour de la lune. En combinant ses connaissances en génétique et de la technologie extraterrestre, il crée de nouveaux monstres Cerbérus, l'Enfant des Étoiles et la Main des Cinq qu'il envoie combattre les Shogun Warriors. Son plan de faire tomber une météorite sur Terre échoue et le SHIELD l'emprisonne de nouveau.
Plus tard, aidé par ses hommes, il s'échappe de nouveau et construit une base sous-marine dans le Pacifique Sud. Il réussit à capturer Godzilla et le manipule pour qu'il affronte les Vengeurs de la Côte Ouest. Il est cette fois-ci vaincu par Iron Man.

### Le Seigneur du Pacifique
Demonicus fonde les Seigneurs du Pacifique, un groupe opposé aux Vengeurs. Il crée une ile au Nord d'Hawaï, qu'il nomme Demonica et tente de la faire reconnaitre par l'Organisation des Nations unies. Dans le conflit avec les héros, l'île sombre. Demonicus est capturé et envoyé au Raft, une prison spécialement conçue pour les super-vilains.

### Syndicat du Crime
Lors d'une coupure de courant provoquée par Electro, il s'échappe avec une quarantaine d'évadés. The Hood l'engage dans son Syndicat du Crime. Dans un combat contre les Nouveaux Vengeurs, il est vaincu par le Docteur Strange et emprisonné par le SHIELD. Peu de temps après, The Hood le libère.

## Pouvoirs, capacités et équipement
Douglas Birely est un génie en matière de génétique, il utilise ses connaissances des composants radioactifs et des ressources extraterrestres pour muter des animaux en des chimères, des monstres géants. Peu expérimenté au combat, il utilise un pistolet laser et possède des robots de combat armés et protégés par des champs de force. Ces robots lui servent de gardes du corps ou de soldats. Il lui est déjà arrivé d'utiliser un appareil de contrôle mental. Il porte un costume qui empêche son cancer de la peau de se propager.

## Monstres et robots créés
- Batragon[8]
- Centipoor[9]
- Ghilaron[10]
- Lepirax[11]
- Cerbérus[12]
- La Main des Cinq, nommé Hand of Five en version originale[13]
- L'Enfant des Étoiles, nommé Starchild en version originale[14]

## Seigneurs du Pacifique
Les Seigneurs du Pacifique, Pacific Overlords en version originale, sont une équipe de super-vilains dirigée par le Docteur Démonicus. Créée par les scénaristes Dann Thomas et Roy Thomas, elle est apparue pour la première fois dans le comic book West Coast Avengers #69, en 1991. Les personnages sont les ennemis des Vengeurs de la Côte Ouest dans l'histoire "The Pacific Overlords" qui a duré du numéro 70 à 74 de la série West Coast Avengers. Le groupe apparait pour la dernière fois dans les numéros 92 à 94 de la même série. L'équipe a un article dans le All-New Official Handbook of the Marvel Universe A to Z #8 de 2006 et un autre dans l'Official Handbook of the Marvel Universe A to Z de 2008

### Membres
Les membres fidèles du groupe sont :
- Cybertooth (Yen Hsieh), un cyborg, il meurt dans un éboulement.
- Irezumi (Kayama Inoue), un japonais dont les tatouages peuvent se manifester et retourner les attaques lancées contre lui. Il meurt dans un éboulement.
- Jawbreaker (Tung Rapongan), un cyborg, tué dans un éboulement.
- Kain (Morgan Kain), un scientifique travaillant pour Démonicus, capable d'augmenter sa taille et de prendre le contrôle de toute machine assez proches de lui. Il meurt dans un éboulement.
- Kuroko (Aya Komatsu), une femme pouvant devenir invisible, tuée dans un éboulement.

Les membres suivants ont quitté le groupe ou se sont retournés contre lui : 
- L’Éclair vivant (Miguel Santos), le Doctor Démonicus lui construit une combinaison lui permettant de contrôler ses pouvoirs[15],[16].
- Feu du soleil (Shiro Yoshida), kidnappé, subit un lavage de cerveau.
- Big Boy (Kenjiro Sasaki), le fils de Taifu et Pelé, transformé en un être gigantesque.
- Pelé (Michi Sasaki), la femme de Taifu une hawaïenne transformée par Démonicus en sorte de torche vivante.
- Taifu (Toshio Sasaki), le mari de Pelé, muté par Démonicus, capable de créer des ouragans avec ses mains.

### Tableaux d'apparitions
Roy et Dann Thomas ont été les scénaristes de tous les numéros de West Coast Avengers dans lesquels les Seigneurs du Pacifique sont apparus.
| N° | Mois      | Dessinateur             | Big Boy | Cybertooth | Irezumi | Jawbreaker | Kain | Kuroko | Pelé | Taifu |
| -- | --------- | ----------------------- | ------- | ---------- | ------- | ---------- | ---- | ------ | ---- | ----- |
| 69 | avril     | Paul Ryan               |         |            |         | oui        |      | oui    |      | oui   |
| 70 | mai       | Steven Butler           | oui     |            |         | oui        |      | oui    |      | oui   |
| 71 | juin      | Tom MorganDave Ross     |         |            |         |            | oui  | oui    | oui  |       |
| 72 | juillet   | Tom MorganDave Ross     | oui     | oui        | oui     | oui        |      | oui    | oui  | oui   |
| 73 | août      | Dave RossGeorge Freeman | oui     | oui        | oui     | oui        | oui  | oui    | oui  | oui   |
| 74 | septembre | Dave Ross               |         | oui        | oui     | oui        | oui  | oui    |      |       |

| N° | Mois  | Dessinateur | Cybertooth | Irezumi | Jawbreaker | Kain | Kuroko |
| -- | ----- | ----------- | ---------- | ------- | ---------- | ---- | ------ |
| 92 | mars  | Dave Ross   |            |         |            |      | oui    |
| 93 | avril | Dave Ross   | oui        | oui     | oui        | oui  | oui    |
| 94 | mai   | Dave Ross   | oui        | oui     | oui        | oui  | oui    |
| 95 | juin  | Dave Ross   | oui        | oui     | oui        | oui  | oui    |

### Personnage de fiction
- (en) Doctor Demonicus sur marvel.com
- (en) Doctor Demonicus sur l’Appendix to the Handbook of the Marvel Universe
- (en) Doctor Demonicus sur la Comic Book Database
- (en) Doctor Demonicus sur MarvelDirectory.com

### Groupe de super-vilains
- (en) Pacific Overlords sur l’Appendix to the Handbook of the Marvel Universe
- (en) Pacific Overlords sur la Comic Book Database